# Corticaria polypori
Corticaria polypori is een keversoort uit de familie schimmelkevers (Latridiidae). De wetenschappelijke naam van de soort werd in 1900 gepubliceerd door Sahlberg.